# Inverkeithing Tolbooth

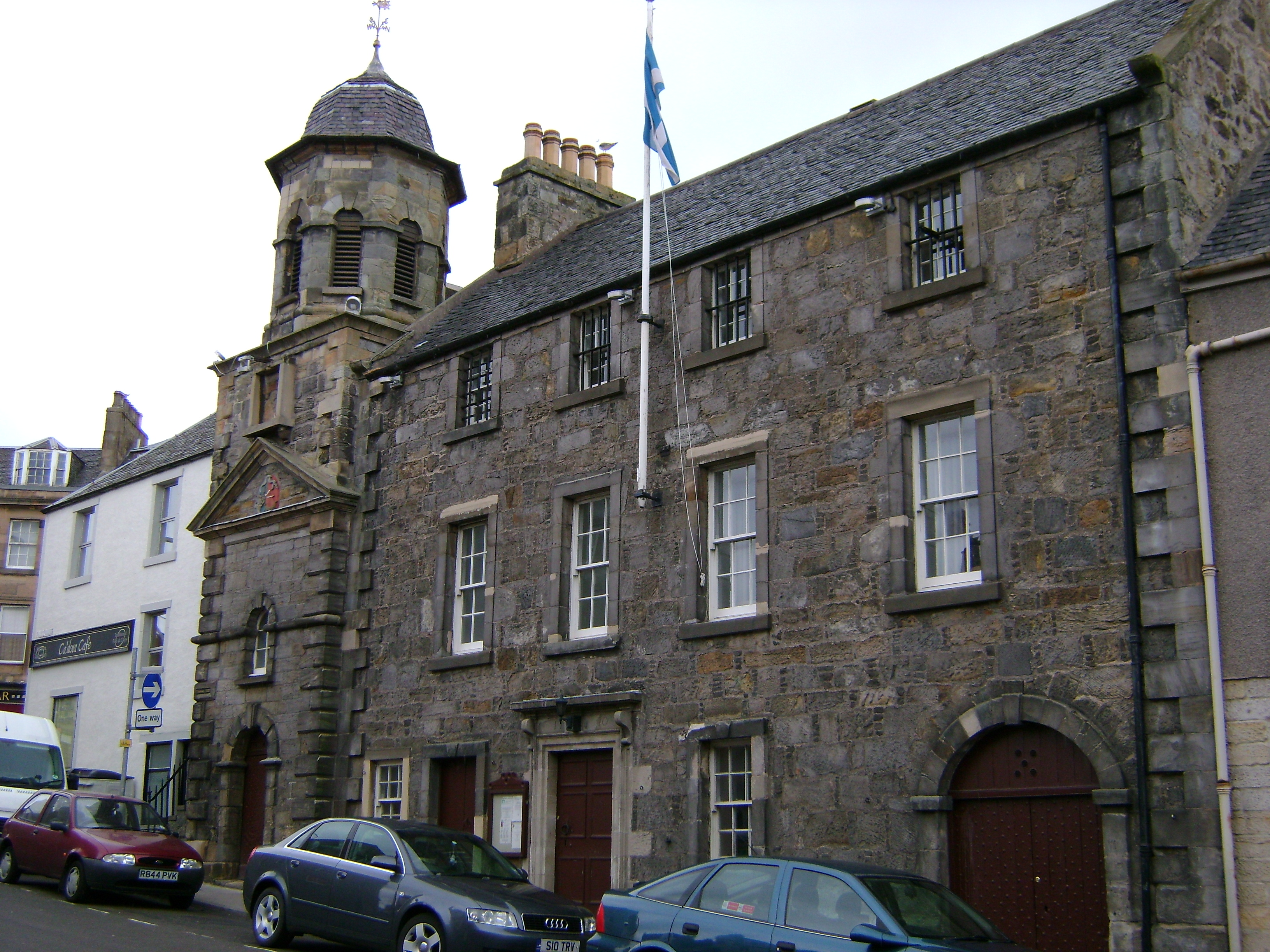
Inverkeithing Tolbooth

Die Inverkeithing Tolbooth ist die ehemalige Tolbooth der schottischen Ortschaft Inverkeithing in der Council Area Fife. 1972 wurde das Bauwerk als Einzeldenkmal in die schottischen Denkmallisten in der höchsten Denkmalkategorie A aufgenommen.

## Geschichte
Sowohl Wilhelm der Löwe (1139) als auch Robert III. (1399) zeichneten Urkunden, die Inverkeithing in den Stand eines Burghs setzten.  Die Ortschaft besaß somit schon in früheren Zeiten eine Tolbooth. Der Bau der heutigen Inverkeithing Tolbooth durch John Monroe wurde 1754 begonnen und im folgenden Jahr abgeschlossen. Sie wurde an die alte Tolbooth angesetzt. Als Burgh-Glocke wurde die Glocke des Vorgängerbauwerks eingesetzt. Sie trägt die Inschrift: „JOHN BURGERHUYS MADE ME SOLELY FOR GODS GLORY GIFTED BY CAPTAIN JAMES BENNET & JOHN DICKSON, BAILIES, FOR THE USE OF THE TOWN COUNCIL OF INVERKEITHING, 1467“. Zwischenzeitlich wurde sie entfernt und befindet sich nun im Inverkeithing Museum. Infolge des schlechten Zustands der alten Tolbooth entschied man sich im Jahre 1769 zum Abbruch und zur Erweiterung des zuvor angebauten Gebäudeteils. Der Steinmetz George Monroe führte die Arbeiten aus. 1777 wurde der Innenraum überarbeitet. Mit der Auflösung der britischen Burgh-Struktur im Jahre 1975 wurde die Tolbooth obsolet. Sie wird heute zu Gemeindezwecken genutzt.

## Beschreibung
Die dreistöckige Inverkeithing Tolbooth steht an der Townhall Street im Zentrum Inverkeithings. Der Sandsteinbau gilt als das markanteste Gebäude der Ortschaft. Während straßenseitig Steinquader zu einem Schichtenmauerwerk verbaut wurden, besteht das Mauerwerk entlang der Rückseite aus Bruchstein. Seine südexponierte Hauptfassade entlang der Straße ist beinahe symmetrisch aufgebaut und vier Achsen weit. Es sind zwei ornamentierte Eingangstüren eingelassen. Die Rundbogenöffnung rechts war einst ein Torweg zur dahinterliegenden Inverkeithing Parish Church. Entlang der Fassaden sind großteils zwölfteilige Sprossenfenster eingelassen. Links tritt der Glockenturm schwach aus der Fassade heraus. Er ist mit rundbogigen Fenstern, Dreiecksgiebel und entlang der Kanten, ebenso wie die Tolbooth, mit Ecksteinen ornamentiert. Das Tympanum des Giebels zeigt das Burgh-Wappen. Oberhalb des dritten Geschosses ist der Turm oktogonal fortgeführt. und schließt mit einer geschwungenen Haube mit gusseiserner Wetterfahne. Die Dächer der Tolbooth sind mit grauem Schiefer eingedeckt.